# Adam and Dog
Adam and Dog es un cortometraje animado de 2011, escrito y dirigido por Minkyu Lee. En 2012 obtuvo un premio Annie y en 2013 fue nominado a un premio Óscar en la categoría de mejor cortometraje animado.

## Argumento
El cortometraje es una adaptación libre del Génesis, en el cual se muestra cómo un perro recorre el recién creado jardín del Edén. El perro recorre en solitario el mundo recién creado, interactuando en ocasiones con otros animales. Un día se encuentra con Adán, quien siente curiosidad por el animal y le da de comer. El perro sigue a Adán mientras recorre el Edén, dando lugar a una amistad entre ambos.
Sin embargo, la situación cambia cuando Adán conoce a Eva. El hombre se muestra más interesado por la mujer y deja de jugar con el perro. Para perder de vista al animal, Adán lanza una rama para que el perro la vaya a buscar, mientras él y Eva se van del lugar. El perro regresa con la rama, y al no encontrar al hombre lo busca a través del Edén. El tiempo pasa y el perro finalmente los encuentra, pero esta vez en un día tormentoso y hullendo por el bosque, vestidos con pieles de animales. El animal ladra a Adán, pero cuando el hombre se da vuelta, su cara se encuentra deformada y llena de angustia. Al ver esto, el perro se asusta y huye.
Así, Adán y Eva salen del Edén dirigiéndose a un desierto, mientras son observados de lejos por el perro y unos animales, quienes les dan la espalda y se marchan indiferentes. Sin embargo, el perro al ver cómo la pareja se aleja, corre hacia ellos. Cuando el fiel animal llega hacia donde están, Adán y Eva se hincan y lo acarician. Luego de esto, los tres se alejan hacia el horizonte y desaparecen entre la niebla.

## Premios
| Año  | Premio        | Categoría                  | Receptor(es) | Resultado |
| ---- | ------------- | -------------------------- | ------------ | --------- |
| 2013 | Premios Óscar | Mejor cortometraje animado |              | Nominado  |
| 2012 | Premios Annie | Mejor cortometraje animado |              | Ganador   |